# Rally La Vila Joiosa de 2008
El Rally La Vila Joiosa de 2008 fue la 18.ª edición del rally y la primera ronda de la temporada 2008 del Campeonato de España de Rally. Se celebró entre el 28 y el 29 de marzo y contó con un itinerario de deiz tramos sobre asfalto que sumaban un total de 188,21 km cronometrados.

## Clasificación final
| Pos. | Piloto              | Copiloto            | Automóvil                      | Tiempo    | Diferencia |
| ---- | ------------------- | ------------------- | ------------------------------ | --------- | ---------- |
| 1.   | Miguel Ángel Fuster | José Vicente Medina | Fiat Abarth Grande Punto S2000 | 1:59:25.0 | 0.0        |
| 2.   | Luis Monzón         | José Carlos Déniz   | Peugeot 207 S2000              | 1:59:51.6 | +26.6      |
| 3.   | Sergio Vallejo      | Diego Vallejo       | Porsche 997 GT3 RS 3.6         | 2:01:26.8 | +2:01.8    |
| 4.   | Óscar Garre         | Cándido Carrera     | Peugeot 207 S2000              | 2:01:43.3 | +2:18.3    |
| 5.   | Sergio Pérez        | Pablo Marcos        | Fiat Abarth Grande Punto S2000 | 2:02:50.5 | +3:25.5    |
| 6.   | Armide Martín       | Carlos Del Barrio   | Ferrari 360 Rally              | 2:04:51.8 | +5:26.8    |
| 7.   | Pedro Burgo         | Marcos Burgo        | Mitsubishi Lancer Evo IX       | 2:06:11.2 | +6:46.2    |
| 8.   | Manuel Aviñó        | Ignacio Aviñó       | Porsche 997 GT3 RS 3.6         | 2:06:24.5 | +6:59.5    |
| 9.   | Joan Vinyes         | Jordi Mercader      | Renault Clio R3                | 2:06:31.7 | +7:06.7    |
| 10.  | Santiago Carnicer   | Alejandro Moreno    | Renault Mégane Maxi            | 2:07:23.9 | +7:58.9    |